# Viktor von Hochenburger
Viktor Ritter von Hochenburger (* 24. Juni 1857 in Graz; † 9. August 1918 ebenda) war ein österreichischer Rechtsanwalt, Politiker und von 1909 bis 1916 Justizminister Cisleithaniens, der österreichischen Reichshälfte Österreich-Ungarns.

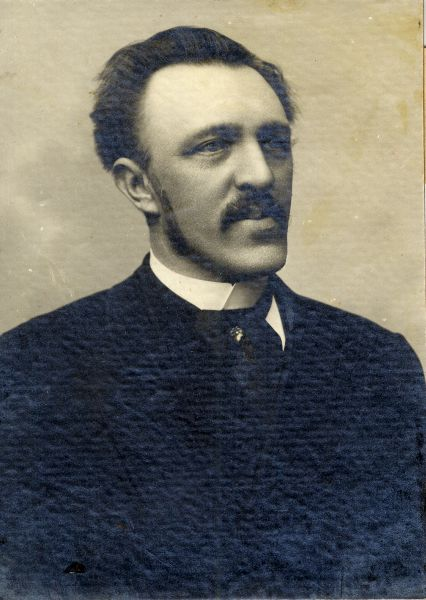
Viktor Ritter von Hochenburger

## Leben
Nach dem Studium der Rechtswissenschaft, das er mit Dr. jur. abschloss, arbeitete er in Graz als Rechtsanwalt. 1897 bis 1901 war Hochenburger für die Deutsche Volkspartei Mitglied des Abgeordnetenhauses des Wiener Reichsrats.
Am 10. Februar 1909 wurde Hochenburger zum Justizminister ernannt und diente in dieser Funktion bis 31. Oktober 1916 nacheinander unter den Ministerpräsidenten Richard von Bienerth-Schmerling, im dritten Kabinett von Paul Gautsch von Frankenthurn, sowie im Ministerium Stürgkh.
Nach der Teuerungsrevolte 1911 wurden mehr als 488 Personen verhaftet und 283 zu schwerem Kerker verurteilt. Die Verhandlungen begannen schon zwei Tage nach der Revolte und wurden binnen kurzer Zeit mit der Verurteilung aller Angeklagten abgeschlossen. Hochenburger hatte dafür die Schwurgerichte, die eigentlich für „politische Verbrechen“ zuständig waren, ausgeschaltet und die Staatsanwälte angewiesen, hohe Strafanträge zu stellen.
Am 5. Oktober 1911 gab es ein parlamentarisches Nachspiel im Reichsrat. Gerade als Victor Adler unter dem Tagesordnungspunkt „Teuerungsrevolte“ Hochenburger für die Eskalation der Ereignisse verantwortlich machte und dessen „Blutjustiz“ anprangerte, fielen aus der Besuchergalerie Schüsse Richtung Regierungsbank, die Hochenburger, dem das Attentat galt, und den späteren Ministerpräsident Karl Stürgkh verfehlten. Der Schütze, der etwa 25-jährige arbeitslose Tischlergeselle Nikola Njeguš aus Šibenik in Dalmatien, wurde überwältigt und zu sieben Jahren Gefängnis verurteilt. Er starb 1915 während der Haft.
Seit 19. Mai 1917 bis zu seinem Tod war Hochenburger noch Mitglied des Herrenhauses für die Verfassungspartei.